# Mathematische Schülergesellschaft
Unter dem Namen Mathematische Schülergesellschaft (MSG) wurden in der DDR in den 1970er-Jahren in einer Reihe von Universitätsstädten Vereine gegründet, in denen mathematisch begabte Schüler von der siebten bis zur zwölften Klasse gefördert wurden. Hauptmittel der Förderung waren wöchentlich stattfindende Nachmittagskurse sowie die sogenannten „Mathelager“ in den Sommerferien. Der Unterricht wurde durch universitäres Lehrpersonal und Studenten der jeweiligen mathematischen Fakultät erteilt. Die Mathematischen Schülergesellschaften waren in das System der Begabtenförderung der DDR im Bereich der Mathematik und der Naturwissenschaften eingebunden, zu dem mathematische Spezialschulen, Spezialklassen an Universitäten, Mathematik-Olympiaden und die Sichtung und Auswahl von talentierten Schülern in Schulen gehörte. Einige der Mathematischen Schülergesellschaften bzw. ihre Nachfolgevereine existieren heute noch.

## Mathematische Schülergesellschaften

### Berlin
Die Mathematische Schülergesellschaft in Berlin wurde im Oktober 1970 als gemeinsame Einrichtung des Magistrats von Ost-Berlin und der Humboldt-Universität zu Berlin gegründet. Von der Gründung bis 1973 lag die Leitung der MSG in den Händen von Wolfgang Rautenberg, Dozent an der Humboldt-Universität. Nach einem Interim von einem Jahr, in dem die MSG kommissarisch von Manfred Rehm geleitet wurde, übernahm 1974 Josef Nietzsch, Dozente für Kybernetik und Rechentechnik an der HU und dortiger späterer Mathematik-Professor. Er leitete die Berliner MSG von da ab fast dreißig Jahre. 1974 führte die MSG ein einheitliches Lehrprogramm für die Kurse der Klassen 7 bis 12 ein. 1983 verlieh das Eulerkomitee in der Mathematischen Gesellschaft der DDR, einer Organisation der Akademie der Wissenschaften der DDR, der MSG den Ehrentitel „Leonhard Euler“. Von 2003 bis 2011 leitete Ingmar Lehmann die MSG. 2009 zeichnete die Leipziger Stiftung B. G. Teubner die MSG mit einem Förderpreis aus. Von 2011 bis 2013 leitete Andreas Filler die MSG, gefolgt von Thorsten Rohwedder.

### Leipzig
Die ersten Sommerlager für mathematisch begabte Schüler im Bezirk Leipzig fanden 1964 statt. Die Lager wurden gemeinsam von der Abteilung Volksbildung beim
Rat des Bezirkes Leipzig und der Sektion Mathematik der Karl-Marx-Universität Leipzig (KMU) organisiert. Von 1965 bis 1990 fanden die Leipziger Mathelager in Zentralen Pionierlagern statt. Im Dezember 1974 wurde auch in Leipzig eine Mathematische Schülergesellschaft gegründet, die später den Namen „G. W. Leibniz“ erhielt.